# Uwe Holy
Uwe Holy (* 4. Juni 1940 in Stuttgart) ist ein deutscher Unternehmer in der Textilbranche.

## Leben
Uwe Holy wurde 1940 als Enkel von Hugo Boss, dem Gründer des gleichnamigen Bekleidungsherstellers, geboren. Als Sohn des Schwiegersohns von Hugo Boss, Eugen Holy, der die Firma Hugo Boss geerbt hatte, richtete sich Uwe Holys Ausbildung nach dem Ziel, gemeinsam mit seinem jüngeren Bruder Jochen Holy eine Karriere im väterlichen Unternehmen zu beginnen. Zu diesem Zweck ging er durch eine Bankkaufmannslehre, später erhielt er nach einem sich anschließenden Studium der Betriebswirtschaftslehre den Abschluss eines Diplom-Kaufmanns.
Der berufliche Werdegang von Jochen Holy ist eng mit dem seines Bruders verknüpft und deckt sich größtenteils mit dem seinigen. Mit dem Einstieg in das Familienunternehmen im Jahr 1969 begann für beide ihre Karriere. In den darauffolgenden Jahren bauten sie das Unternehmen tiefgreifend um und platzierten es im Luxus-Segment, auch der Umsatz vervielfachte sich unter ihrer Leitung. Die Holy-Brüder formten die Firma zu einem wettbewerbsfähigen Unternehmen von internationalem Rang. Die Zuständigkeitsbereiche innerhalb der Unternehmensführung waren unter den Brüdern klar aufgeteilt: Uwe war für die Bereiche Verwaltung, Personal und Beschaffung zuständig, die anderen Bereiche fielen in Jochens Zuständigkeitsbereich. Nachdem sie 1989 mit dem Verkauf von Aktienanteilen ihre Mehrheit am Unternehmen verloren hatten, zogen sie sich 1993 gänzlich aus der Hugo Boss AG zurück.
Schon während der Endphase ihres Engagements in der Hugo Boss AG übernahmen die Holy-Brüder 1984 die Männermode-Marke Strellson, die 1946 von der Firma Friedrich Straehl & Co AG in Kreuzlingen in Anglifizierung ihres Namens gegründet worden war. Nach dem Rückzug aus der Unternehmensspitze der Hugo Boss AG lag das unternehmerische Hauptaugenmerk der Gebrüder auf der Strellson AG mit Sitz im schweizerischen Kreuzlingen und deren Tochtergesellschaft Windsor, die seit 2005 als Holy Fashion Group auftreten.
Seit 1986 ist die Villa Wacker in Lindau (Bodensee) im Besitz des Unternehmers.
Des Weiteren waren die Holy-Brüder in der Immobilienverwaltung tätig. Die 1995 gegründete Holy GmbH & Co. KG, mittlerweile unter Holy AG firmierend, betreibt die Outletcity Metzingen.

## Persönliches
Uwe Holy lebt in Ermatingen, Thurgau. Ebenso wie sein Bruder hat er drei Kinder. Die Gebrüder Holy gehören nach einer Schätzung des manager magazins von 2012 zu den 200 reichsten Deutschen. 